# محمد الزنكوي
محمد الزنكوي هو رياضي كويتي. ولد في 7 أكتوبر 1953، تنافس في دفع الجلة للرجال في الألعاب الأولمبية الصيفية 1976 و1980 و1988.

## روابط خارجية
- محمد الزنكوي على موقع أوليمبيديا (الإنجليزية)